# Prato salino del mar Giallo
L'ecoregione del prato salino del Mar Giallo (WWF ID: PA0908) copre una sottile striscia di zone umide compresa tra la penisola dello Shandong e la foce dello Yangtze, sulla costa del Mar Cinese Orientale. È caratterizzata da una vegetazione adattata ai terreni umidi e salini che mano a mano perdono di salinità procedendo verso l'interno, dove si fa sentire l'influsso dell'acqua dolce proveniente da ovest. L'area è un importante punto di sosta lungo la rotta migratoria che collega l'Asia orientale e l'Australasia. La regione è sottoposta a una forte pressione ecologica dovuta allo sviluppo umano e all'agricoltura.

## Territorio
L'ecoregione si estende per 150 chilometri da nord a sud lungo la costa, spingendosi per appena 30 chilometri nell'entroterra. È delimitata a sud dalla foce dello Yangtze nel Mar Giallo e a nord dalla foce dello Xinyi, una propaggine dello Huai He. Entrambi i fiumi trasportano depositi che si aggiungono alle distese fangose dei delta dei fiumi, dove l'acqua dolce va a mischiarsi agli ambienti salini della costa. A causa dei sedimenti che vanno aggiungendosi, la regione si estende nel mare in media per un chilometro ogni 60 anni.

## Clima
La regione ha un clima continentale umido con estati calde e umide (Cfa secondo la classificazione dei climi di Köppen). Questo clima è caratterizzato da grandi differenze di temperatura stagionali, nessun mese con medie inferiori a 0 °C, almeno un mese con medie superiori a 22 °C e quattro mesi con media superiore a 10 °C. Le precipitazioni sono generalmente più elevate in estate. Le precipitazioni annue si aggirano su 800-1200 mm. L'ecoregione si trova nella zona di transizione tra la zona temperata a nord e la regione subtropicale a sud.

## Flora e fauna
La provincia di Jiangsu, in cui si trova l'ecoregione, è la più densamente popolata della Cina, pertanto l'area è fortemente antropizzata. La vegetazione originaria è stata quasi completamente sostituita da abitazioni, risaie o impianti di itticoltura. In alcuni punti rimangono comunque frammenti coperti da paludi di erbe alofile e carici e distese fangose intertidali. I prati salini sono caratterizzati da Suaeda salsa, mentre nelle zone più interne, raggiunte dalle acque dolci, prospera Imperata cylindrica.
Per migliaia di anni questa regione è stata celebrata dall'uomo come «la terra del pesce e del riso». La sua ricchezza di sostanze nutritive lo rende anche l'habitat preferito di un gran numero di specie selvatiche, in particolare di uccelli. Si stima che circa il 40% della popolazione mondiale di gru della Manciuria (Grus japonensis) nidifichi nella riserva naturale di Yancheng, un'importante zona umida situata qui. Specie rare, come il pellicano crespo (Pelecanus crispus), la spatola minore (Platalea minor) e il gabbianello (Hydrocoloeus minutus), trascorrono l'inverno nelle pianure costiere. La più grande colonia riproduttiva al mondo di gabbiani di Saunders (Chroicocephalus saundersi), una specie endemica della Cina gravemente minacciata, occupa le distese fangose intertidali più al largo. Nelle praterie della regione si possono incontrare specie rare come il cervo inerme (Hydropotes inermis) e il becco a cono di Heude (Paradoxornis heudei). I cervi di padre David (Elaphurus davidianus) un tempo si aggiravano per questa ecoregione, ma ora si incontrano solamente nella riserva naturale di Dafeng, una riserva di riproduzione in cattività.